# I Wish You a Merry Christmas
I Wish You a Merry Christmas es un álbum de vinilo de larga duración con canciones navideñas grabadas por Bing Crosby para su propia compañía, Project Records, y publicado por Warner Bros. (W-1484) en 1962.
Las pistas fueron arregladas por Bob Thompson, Peter Matz y Jack Halloran, y cada uno dirigió la orquesta para sus propios arreglos. El acompañamiento musical se grabó el 23 y 25 de julio de 1962 y Crosby grabó su voz el 5 de octubre de 1962.
El álbum fue relanzado por Capitol en 1977 (en LP) y nuevamente en 1988 (en CD) como Christmas Classics de Bing Crosby, con una canción -"Pat-a-Pan / While Shepherds Watched They Sheep"- omitida. Todas las canciones del álbum original se incluyeron en un CD EMI de 1998 llamado Winter Wonderland en el Reino Unido y en un CD Capitol actualizado de 2006 titulado Bing Crosby's Christmas Classics en los Estados Unidos. 

## Recepción
Billboard reseñó el álbum diciendo: "Crosby es un vendedor navideño perenne, y este LP debería ser un elemento navideño importante para todos los distribuidores. El toque de Crosby es evidente en todas partes y el material está extraído del gran catálogo navideño. en estándares navideños como "Winter Wonderland", "Hark the Herald Angels Sing" y "Have Yourself a Merry Little Christmas".

## Canciones
Lado 1
| No. | Título                                          | Composición                                      | Duración |
| --- | ----------------------------------------------- | ------------------------------------------------ | -------- |
| 1.  | "Winter Wonderland"                             | Felix Bernard, Richard B. Smith                  | 2:27     |
| 2.  | "Have Yourself a Merry Little Christmas"        | Hugh Martin, Ralph Blane                         | 2:52     |
| 3.  | "What Child Is This?" / "The Holly and the Ivy" | William Chatterton Dix; Traditional              | 3:23     |
| 4.  | "The Little Drummer Boy"                        | Katherine K. Davis, Henry Onorati, Harry Simeone | 3:02     |
| 5.  | "O Holy Night"                                  | Adolphe Adam, John Sullivan Dwight               | 3:36     |

Lado 2
| No. | Título                                                             | Composición                              | Duración |
| --- | ------------------------------------------------------------------ | ---------------------------------------- | -------- |
| 1.  | "The Littlest Angel"                                               | Mack David, Simon Rady                   | 4:03     |
| 2.  | "Let It Snow! Let It Snow! Let It Snow!"                           | Sammy Cahn, Jule Styne                   | 2:09     |
| 3.  | "Hark! The Herald Angels Sing" / "It Came upon the Midnight Clear" | Felix Mendelssohn; Richard Storrs Willis | 3:08     |
| 4.  | "Frosty the Snowman"                                               | Steve Nelson, Walter E. Rollins          | 2:16     |
| 5.  | "Pat-a Pan" / "While Shepherds Watched Their Sheep"                | Traditional                              | 2:53     |
| 6.  | "I Wish You a Merry Christmas"                                     | Traditional                              | 1:54     |